# Glossa (Insekt)

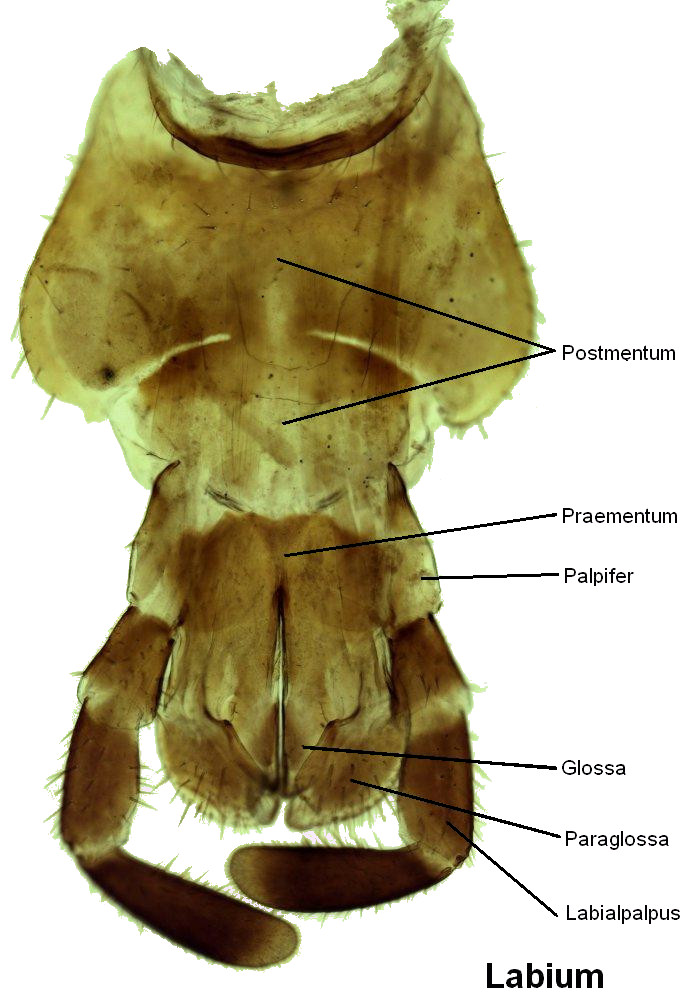
Labium der Amerikanischen Großschabe (Periplaneta americana) mit Beschriftung der einzelnen Teile

Die Glossa (griechisch „Zunge“; Plural Glossae) ist die innere der beiden Anhänge am Prämentum des Labiums der Insekten. Sie entspricht damit der Lacinia der Maxille, während der äußere Anhang als Paraglossa bezeichnet wird und der Galea entspricht.
Bei einigen Insekten sind die Mundwerkzeuge zu stechend-saugenden oder saugenden Mundwerkzeugen umgebildet. Insbesondere bei den Bienen sind dabei die Glossae stark verlängert.

## Belege
1. 1 2  Lacinia. In: Herder-Lexikon der Biologie. Spektrum Akademischer Verlag, Heidelberg 2003, ISBN 3-8274-0354-5.
2. ↑  Gerhard Seifert: Entomologisches Praktikum. Georg Thieme Verlag, Stuttgart 1975, ISBN 3-13-455002-4, S. 266.
3. ↑  Willi Hennig: Wirbellose II. 5. Auflage. herausgegeben von Wolfgang Hennig und Gerhard Mickoleit. Gustav Fischer Verlag, Jena 1994, ISBN 3-334-60936-7, S. 198–199, 224, 230, 237.